# Rohrersville
Rohrersville est une census-designated place du comté de Washington, dans l’État du Maryland, aux États-Unis. Sa population s’élevait à 280 habitants lors du recensement de 2020.

## Histoire
Les premiers colons arrivés dans les environs de Rohrersville ont commencé à délimiter des parcelles de terre dans les années 1730. "Park Hall", une parcelle de 1 550 acres (environ 630 hectares) englobant l'actuel village de Rohrersville, a été attribuée en 1732 à William Parks, puis réarpentée en 1766 au profit d'Alexander Grimm.
En 1747, Frederick Rohrer, un mennonite allemand, arrive à Philadelphie avec ses deux fils aînés Samuel et Martin et le reste de sa famille. Frederick achète une propriété à l'est de Hagerstown à son frère Jacob, qui a émigré quelques années plus tôt. Leur propriété se trouve à l'emplacement actuel de Trovinger's Mill. En 1763, Samuel, le fils de Frederick, achète trois grandes parcelles de terre juste au nord de Rohrersville, en même temps que John Rohrer de Lampeter, PA ( un cousin peut-être ?) achète la propriété adjacente, connue sous le nom de Piney Hills ou Pennyhill. Ces propriétés sont à peu près délimitées par Rohrersville Road (Rt. 67), Marble Quarry Road, Millbrook Road et Elk Ridge.
Au milieu des années 1790, la plupart des enfants de Samuel ont quitté la région, mais deux de ses fils, John et Frederick, sont restés, ainsi que le capitaine John M. Rohrer, petit-fils du John Rohrer qui avait acheté Piney Hills. Frederick, le fils de Samuel, finit par posséder la plus grande partie de la propriété initiale de son père, en plus de Piney Hills, et il donna à l'ensemble le nom de Pleasant Valley. Frederick a eu à son tour plusieurs fils, dont deux, Daniel et Samuel, ont créé un moulin à grains au début des années 1800, qui a conduit à la formation du village de Rohrersville. Le nom de Rohrersville apparaît pour la première fois en 1836.
Dans les années 1860, Rohrersville était devenu un centre commercial animé pour les fermes environnantes de Pleasant Valley. Une carte de 1859 montre le nombre croissant d'entreprises et de résidences dans la ville. Outre le moulin à grains, la ville possédait également une industrie du marbre florissante, et une carrière était située à proximité pour répondre aux besoins de William McCoy, qui avait fondé en 1837 l'institution la plus connue de la ville, le Rohrersville Cornet Band (en). En 1867, Rohrersville était desservie par la Washington County Branch de la Baltimore and Ohio Railroad. La ligne de chemin de fer a commencé à Weverton (en), situé à l'extrémité sud de Pleasant Valley (en), peu après la guerre de sécession, et a traversé Pleasant Valley vers le nord-ouest jusqu'à Hagerstown, où elle s'est connectée aux autres lignes de chemin de fer qui convergeaient à cet endroit. L'arrivée du chemin de fer a marqué le début d'une deuxième ère de prospérité pour Rohrersville et de nombreux bâtiments du village, présentant des styles architecturaux victoriens variés, datent de cette période.
La première église de Rohrersville, une structure en bois rond ouverte à l'usage de plusieurs congrégations, a été construite en 1842 à l'emplacement de l'actuel cimetière de la ville. La pierre angulaire de l'actuelle Bethel United Methodist Church (anciennement Bethel United Brethren Church) a été posée le 24 juillet 1871. Il s'agit du plus ancien lieu de culte encore debout à Rohrersville aujourd'hui. L'ancienne église luthérienne St. Mark, une structure en briques de style néo-gothique, a été construite en 1879. Une deuxième église des Frères unis a été érigée dans le village en 1888, juste en bas de la rue de l'église Bethel. Cette congrégation a cessé ses activités en 2009 et le bâtiment est depuis utilisé par la congrégation Church of the Savior. Le village possédait également une école primaire qui a occupé au moins quatre bâtiments différents avant de fermer en 1978. Ce bâtiment est aujourd'hui utilisé par le Rohrersville Ruritan Club, une organisation de services communautaires créée en 1952.
Kefauver Place (en) a été inscrit au Registre national des lieux historiques en 2005.

## Géographie
Rohrersville est situé aux coordonnées 39° 26′ 03″ N, 77° 39′ 08″ O.
Selon le Bureau du recensement des États-Unis, le CDP a une superficie totale de 2,1 kilomètres carrés (0,8 mile carré), entièrement terrestre.

## Démographie
Lors du recensement de 2020, 280 personnes et 106 ménages résidaient dans la CDP. La composition raciale de la CDP était de 100 % de Blancs.
Rohrersville compte 33 vétérans de la guerre du Viet Nam. 131 personnes sont des employés, dont 42 travaillent dans la manufacture.